# Collegio elettorale di Maddaloni (Camera dei deputati)
Il collegio di Maddaloni fu un collegio elettorale uninominale della Repubblica Italiana per l'elezione della Camera dei deputati. Apparteneva alla circoscrizione Campania 2 e fu utilizzato per eleggere un deputato nella XII, XIII e XIV legislatura.
Venne istituito nel 1993 con la cosiddetta Legge Mattarella (Legge n. 277, Nuove norme per l'elezione della Camera dei deputati), attuata in seguito al referendum abrogativo del 1993. La legge istituì per la Camera dei deputati e per il Senato della Repubblica un sistema di elezione misto, in parte maggioritario e in parte proporzionale. Il 75% dei parlamentari dell'assemblea veniva eletto in collegi uninominali tramite sistema maggioritario a turno unico; il restante 25% alla Camera veniva eletto tramite sistema proporzionale con liste bloccate.
Il collegio venne abolito insieme a tutti gli altri che costituivano la Camera con la promulgazione della legge elettorale successiva, la cosiddetta Legge Calderoli. Questa prevedeva un sistema proporzionale con premio di maggioranza, che alla Camera veniva attribuito a livello nazionale.

## Territorio
Il collegio di Maddaloni era uno dei 47 collegi uninominali in cui era suddivisa la Campania e, come previsto dal D.Lgs. del 20 dicembre 1993 n. 536, era interamente compreso nella provincia di Caserta e comprendeva i seguenti comuni: Arienzo, Cervino, Maddaloni, Marcianise, San Felice a Cancello, San Marco Evangelista, Santa Maria a Vico e Valle di Maddaloni.

## Eletti
| Elezione | Elezione | Deputato                 | Partito                   |
| -------- | -------- | ------------------------ | ------------------------- |
|          | 1994     | Giacomo De Angelis       | Progressisti (PRC)        |
|          | 1996     | Ferdinando De Franciscis | Polo per le Libertà (CCD) |
|          | 2001     | Pietro Squeglia          | L'Ulivo (PPI)             |

## Dati elettorali

### XII legislatura

#### Risultati proporzionale
| Coalizioni        | Coalizioni                  | Liste                       | Liste                              | Voti   | %     |
| ----------------- | --------------------------- | --------------------------- | ---------------------------------- | ------ | ----- |
|                   | Progressisti                |                             | Partito Democratico della Sinistra | 9.657  | 15,69 |
|                   | Progressisti                | Rifondazione Comunista      | 6.239                              | 10,14  |       |
|                   | Progressisti                | Partito Socialista Italiano | 2.284                              | 3,71   |       |
|                   | Progressisti                | Federazione dei Verdi       | 1.971                              | 3,20   |       |
|                   | Progressisti                | Alleanza Democratica        | 1.329                              | 2,16   |       |
| Totale coalizione | Totale coalizione           | 21.480                      | 34,90                              |        |       |
|                   | Forza Italia                | Forza Italia                | Forza Italia                       | 12.455 | 20,24 |
|                   | Alleanza Nazionale          | Alleanza Nazionale          | Alleanza Nazionale                 | 11.216 | 18,22 |
|                   | Patto per l'Italia          |                             | Partito Popolare Italiano          | 6.885  | 11,19 |
|                   | Patto per l'Italia          | Patto Segni                 | 3.388                              | 5,50   |       |
| Totale coalizione | Totale coalizione           | 10.273                      | 16,69                              |        |       |
|                   | Unità Popolare              | Unità Popolare              | Unità Popolare                     | 2.085  | 3,39  |
|                   | Lista Pannella              | Lista Pannella              | Lista Pannella                     | 1.862  | 3,03  |
|                   | Socialdemocrazia            | Socialdemocrazia            | Socialdemocrazia                   | 1.439  | 2,34  |
|                   | Unione Democratica Italiana | Unione Democratica Italiana | Unione Democratica Italiana        | 306    | 0,50  |
|                   | Riformisti Irpini           | Riformisti Irpini           | Riformisti Irpini                  | 220    | 0,36  |
|                   | Alleanza Meridionale        | Alleanza Meridionale        | Alleanza Meridionale               | 212    | 0,34  |
| Totale            | Totale                      | Totale                      | Totale                             | 61.548 |       |

#### Risultati uninominale
|                               | Giacomo De Angelis ✔️ Eletto | Progressisti                    | 16 525 | 25,07 |  |  |  |  |  |
|                               | Pasquale Puoti               | FI - CCD - UDC - PLD            | 14 993 | 22,75 |  |  |  |  |  |
|                               | Luigi Sgambati               | Alleanza Nazionale              | 11 407 | 17,31 |  |  |  |  |  |
|                               | Gaetano Vairo                | Patto per l'Italia              | 10 506 | 15,94 |  |  |  |  |  |
|                               | Giovanni Di Carluccio        | Unità Popolare                  | 6 349  | 9,63  |  |  |  |  |  |
|                               | Pasquale Ferrara             | Socialdemocrazia per le Libertà | 6 129  | 9,30  |  |  |  |  |  |
| Totale                        | Totale                       | Totale                          | 65 909 | 100   |  |  |  |  |  |
|                               |                              |                                 |        |       |  |  |  |  |  |
| Fonte: Ministero dell'interno |                              |                                 |        |       |  |  |  |  |  |

### XIII legislatura

#### Risultati proporzionale
| Coalizioni        | Coalizioni                         | Liste                                     | Liste                              | Voti   | %     |
| ----------------- | ---------------------------------- | ----------------------------------------- | ---------------------------------- | ------ | ----- |
|                   | Polo per le Libertà                |                                           | Forza Italia                       | 12.078 | 19,28 |
|                   | Polo per le Libertà                | Alleanza Nazionale                        | 10.370                             | 16,55  |       |
|                   | Polo per le Libertà                | CCD-CDU                                   | 7.696                              | 12,28  |       |
| Totale coalizione | Totale coalizione                  | 30.144                                    | 48,11                              |        |       |
|                   | L'Ulivo                            |                                           | Partito Democratico della Sinistra | 9.294  | 14,83 |
|                   | L'Ulivo                            | Popolari per Prodi (PPI-SVP-PRI-UD-Prodi) | 5.598                              | 8,93   |       |
|                   | L'Ulivo                            | Rinnovamento Italiano                     | 3.529                              | 5,63   |       |
|                   | L'Ulivo                            | Federazione dei Verdi                     | 1.411                              | 2,25   |       |
| Totale coalizione | Totale coalizione                  | 19.832                                    | 31,64                              |        |       |
|                   | Progressisti                       |                                           | Rifondazione Comunista             | 7.246  | 11,56 |
|                   | Movimento Rinascita Italiana       | Movimento Rinascita Italiana              | Movimento Rinascita Italiana       | 2.437  | 3,89  |
|                   | Movimento Sociale Fiamma Tricolore | Movimento Sociale Fiamma Tricolore        | Movimento Sociale Fiamma Tricolore | 1.257  | 2,01  |
|                   | Lista Pannella - Sgarbi            | Lista Pannella - Sgarbi                   | Lista Pannella - Sgarbi            | 857    | 1,37  |
|                   | Partito Socialista                 | Partito Socialista                        | Partito Socialista                 | 721    | 1,15  |
|                   | Patto per l'Agro                   | Patto per l'Agro                          | Patto per l'Agro                   | 164    | 0,26  |
| Totale            | Totale                             | Totale                                    | Totale                             | 62.658 |       |

#### Risultati uninominale
|                               | Ferdinando De Franciscis ✔️ Eletto | Polo per le Libertà          | 27 647 | 44,18 |  |  |  |  |  |
|                               | Giacomo De Angelis                 | Progressisti                 | 18 502 | 29,57 |  |  |  |  |  |
|                               | Antonio De Angelis                 | Movimento Rinascita Italiana | 12 327 | 19,70 |  |  |  |  |  |
|                               | Pietro Lombardi                    | Fiamma Tricolore             | 4 098  | 6,55  |  |  |  |  |  |
| Totale                        | Totale                             | Totale                       | 62 574 | 100   |  |  |  |  |  |
|                               |                                    |                              |        |       |  |  |  |  |  |
| Fonte: Ministero dell'interno |                                    |                              |        |       |  |  |  |  |  |

### XIV legislatura

#### Risultati proporzionale
| Coalizioni        | Coalizioni              | Liste                                 | Liste                   | Voti   | %     |
| ----------------- | ----------------------- | ------------------------------------- | ----------------------- | ------ | ----- |
|                   | Casa delle Libertà      |                                       | Forza Italia            | 16.929 | 26,20 |
|                   | Casa delle Libertà      | Alleanza Nazionale                    | 6.825                   | 10,56  |       |
|                   | Casa delle Libertà      | CCD-CDU                               | 1.701                   | 2,63   |       |
|                   | Casa delle Libertà      | Nuovo PSI                             | 481                     | 0,74   |       |
| Totale coalizione | Totale coalizione       | 25.936                                | 40,13                   |        |       |
|                   | L'Ulivo                 |                                       | Democratici di Sinistra | 7.962  | 12,32 |
|                   | L'Ulivo                 | La Margherita (Dem - PPI - RI- UDEUR) | 6.288                   | 9,73   |       |
|                   | L'Ulivo                 | Comunisti Italiani                    | 3.724                   | 1,71   |       |
|                   | L'Ulivo                 | Il Girasole (FdV - SDI)               | 1.088                   | 1,68   |       |
| Totale coalizione | Totale coalizione       | 19.062                                | 25,44                   |        |       |
|                   | Democrazia Europea      | Democrazia Europea                    | Democrazia Europea      | 11.798 | 18,26 |
|                   | Rifondazione Comunista  | Rifondazione Comunista                | Rifondazione Comunista  | 2.545  | 3,94  |
|                   | Lista Di Pietro         | Lista Di Pietro                       | Lista Di Pietro         | 2.267  | 3,51  |
|                   | Lista Pannella - Bonino | Lista Pannella - Bonino               | Lista Pannella - Bonino | 1.033  | 1,60  |
|                   | Movimento delle Libertà | Movimento delle Libertà               | Movimento delle Libertà | 726    | 1,12  |
|                   | Fiamma Tricolore        | Fiamma Tricolore                      | Fiamma Tricolore        | 590    | 0,91  |
|                   | Liberi e Forti          | Liberi e Forti                        | Liberi e Forti          | 308    | 0,48  |
|                   | Socialisti Autonomisti  | Socialisti Autonomisti                | Socialisti Autonomisti  | 161    | 0,25  |
|                   | Paese Nuovo             | Paese Nuovo                           | Paese Nuovo             | 149    | 0,23  |
|                   | Abolizione scorporo     | Abolizione scorporo                   | Abolizione scorporo     | 51     | 0,08  |
| Totale            | Totale                  | Totale                                | Totale                  | 64.626 |       |

#### Risultati uninominale
|                               | Pietro Squeglia ✔️ Eletto | L'Ulivo                 | 28 507 | 41,57 |  |  |  |  |  |
|                               | Gianfranco Vestuto        | Casa delle Libertà      | 17 518 | 25,55 |  |  |  |  |  |
|                               | Antonio De Angelis        | Democrazia Europea      | 11 982 | 17,47 |  |  |  |  |  |
|                               | Carlo Piscitelli          | Movimento delle Libertà | 7 233  | 10,55 |  |  |  |  |  |
|                               | Alessandro Grauso         | Lista Di Pietro         | 2 071  | 3,02  |  |  |  |  |  |
|                               | Mauro Montano             | Lista Emma Bonino       | 1 261  | 1,84  |  |  |  |  |  |
| Totale                        | Totale                    | Totale                  | 68 572 | 100   |  |  |  |  |  |
|                               |                           |                         |        |       |  |  |  |  |  |
| Fonte: Ministero dell'interno |                           |                         |        |       |  |  |  |  |  |